# Косоногов, Алексей Иванович
Алексе́й Ива́нович Косоно́гов (30 марта 1982, Выкса, Нижегородская область, СССР) — российский футболист.

## Карьера
В 8-летнем возрасте брат Евгений привёл Алексея в футбольную школу Выксы, а уже в 15 лет игрок выходил на поле в составе команды мастеров местного «Металлурга», который стал победителем первенства России в своей зоне Третьей лиги. Позже Алексей защищал цвета нижегородской «Электроники», после чего перешёл в спортшколу московского «Спартака», откуда транзитом через литовскую «Кареду» из Шяуляя перебрался во французский «Бордо». Любопытно, что в то время Косоногов не знал ни единого слова по-французски, однако главный тренер «жирондинцев» Эли Боп подпускал Косоногова к тренировкам в компании с такими нападающими как Кристоф Дюгарри, Жоан Мику и Сильвеном Вильтором. До основного состава Косоногов так и не дошёл.

В 2001 году дебютировал в основной команде «Бордо» в игре на Кубок Французской лиги против «Канна» и на Кубок УЕФА против бельгийского «Стандарда», выходя на замену вместо Кристофа Дюгарри и Алексея Смертина. Следующий сезон провёл в аренде. В 2006 году выступал за костромской «Спартак». Один из тренеров костромского клуба отзывался о нём: 
Технически он оснащён отлично, но по менталитету уже не совсем русский — европеец.
 Сыграв 7 матчей во втором дивизионе, вернулся во Францию, где выступал за «Тур», но так и не смог навязать конкуренцию Тони Верелю, а его клуб по итогам сезона занял последнее место во втором дивизионе.
В апреле 2007 года был заявлен «Рязанью». В 2008 году был в бакинском «Олимпике», но из-за трансферного листа не попал в состав. После этого перебрался в «Волгу» Ульяновск, затем вернулся в родной «Металлург». Некоторое время выступал во втором дивизионе за тамбовский «Спартак». В 2012—2014 вновь играл за «Металлург». В 2014 году перешёл в любительский клуб ВПП (Выкса). С 2016 года играет за выксунский «Металлург».
Старший брат Евгений выступал за клубы Выксы.